# Mandayona

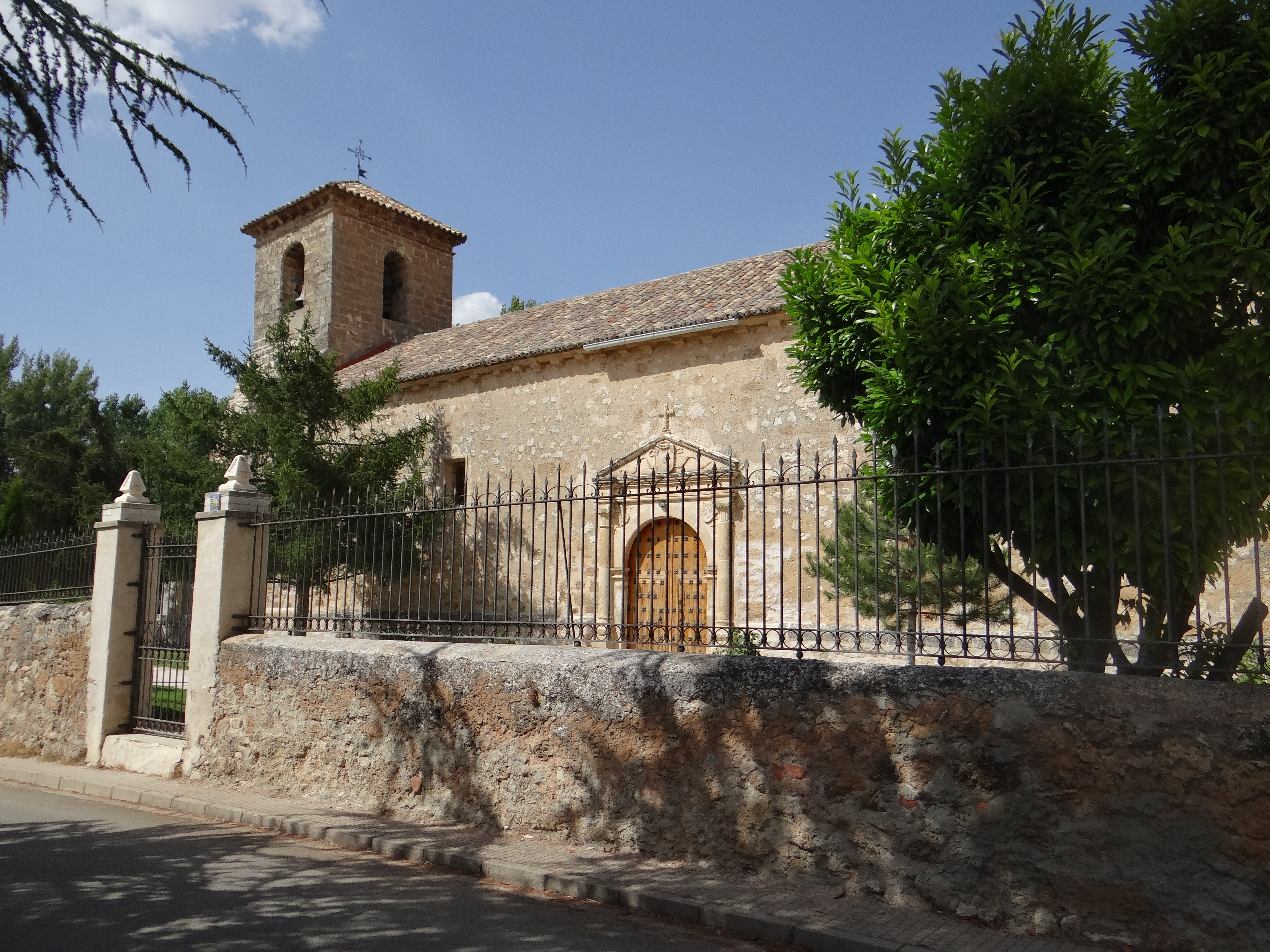
Iglesia de San Pedro Apóstol

Mandayona ist ein zentralspanischer Ort und eine Gemeinde (municipio) mit 292 Einwohnern (Stand: 2024) in der Provinz Guadalajara in der Autonomen Region Kastilien-La Mancha. Die Gemeinde gehört zur dünnbesiedelten Region der Serranía Celtibérica. Mandayona liegt an der einst häufig von Händlern und Pilgern genutzten Ruta de la Lana und am erst in der zweiten Hälfte des 20. Jahrhunderts aus touristischen Gründen entwickelten Camino del Cid.

## Lage und Klima
Der knapp 865 m hoch gelegene Ort Mandayona liegt auf der Westseite des Iberischen Gebirges im Quellgebiet zahlreicher Bäche, aus denen sich der Río Dulce, ein Nebenfluss des Río Henares, bildet. Die Provinzhauptstadt Guadalajara ist ca. 56 km (Fahrtstrecke) in südwestlicher Richtung entfernt; die sehenswerte Kleinstadt Sigüenza liegt knapp 19 km nordöstlich. Das Klima im Winter ist gemäßigt, im Sommer dagegen warm bis heiß; die eher geringen Niederschlagsmengen (ca. 475 mm/Jahr) fallen – mit Ausnahme der nahezu regenlosen Sommermonate – verteilt übers ganze Jahr.

## Bevölkerungsentwicklung
| Jahr      | 1857 | 1900 | 1950 | 2000 | 2019 |
| Einwohner | 642  | 913  | 886  | 430  | 294  |

Aufgrund der Mechanisierung der Landwirtschaft, der Aufgabe bäuerlicher Kleinbetriebe und des daraus resultierenden Verlusts von Arbeitsplätzen ist die Einwohnerzahl der Gemeinde seit der Mitte des 20. Jahrhunderts stark rückläufig (Landflucht). Zur Gemeinde gehört auch der Weiler (pedanía) Aragosa.

## Wirtschaft
Aufgrund der Höhenlage der Gemeinde war die Feldwirtschaft nur sehr eingeschränkt möglich. Man widmete sich deshalb – vorrangig zur Selbstversorgung – der Viehwirtschaft, deren haltbare oder haltbar gemachte Produkte (Tierhäute und Wolle sowie Käse und Würste) bei fahrenden Händlern auf der Ruta de la Lana getauscht oder an diese verkauft wurden.

## Geschichte
Der Ursprung des Ortes liegt im Dunkeln. Ursprünglich war der Platz wahrscheinlich nur eine Sommerweide für das Vieh aus den Tallagen; erst ganz allmählich entwickelte sich ein Ort.

## Sehenswürdigkeiten
Die im 16. Jahrhundert erbaute Iglesia de San Pedro Apóstol ist ein einschiffiger Bau mit einem Renaissanceportal und einer gegenüber dem Kirchenschiff vergrößerten Apsis, in welcher sich ein sehenswerter Barockaltar befindet.